# Chantelle Newbery
Pour les articles homonymes, voir Newbery.
Chantelle Lee Newbery, née Michell le 6 mai 1977  à Melbourne, est une plongeuse australienne.

## Carrière
Aux Championnats du monde de natation 1998 à Perth, elle est médaillée de bronze du tremplin à 3 mètres. La même année, elle est médaillée d'or au tremplin à 1 mètre et médaillée d'argent du tremplin à 3 mètres aux Jeux du Commonwealth de 1998 à Kuala Lumpur.
Elle participe aux Jeux olympiques d'été de 2000 à Sydney sans obtenir de médaille (quatrième en tremplin synchronisé avec Loudy Tourky et septième en tremplin à 3 mètres individuel).
Elle remporte aux Jeux olympiques d'été de 2004 à Athènes la médaille d'or en plateforme à 10 mètres et la médaille de bronze en plongeon synchronisé à 3 mètres avec Irina Lashko.
Médaillée d'argent aux Championnats du monde de natation 2005 à Melbourne, elle obtient aux Jeux du Commonwealth de 2006 à Melbourne l'or en plateforme à 10 mètres synchronisé avec Loudy Tourky, et l'argent en tremplin à 3 mètres ainsi qu'en plateforme à 10 mètres.
Elle reçoit la médaille de l'ordre d'Australie en 2005.
Elle termine quatorzième du tremplin à 3 mètres aux Jeux olympiques d'été de 2008 à Pékin.
Elle est l'épouse du plongeur Robert Newbery.